# Grabmal der Dorothea Mehlbaum

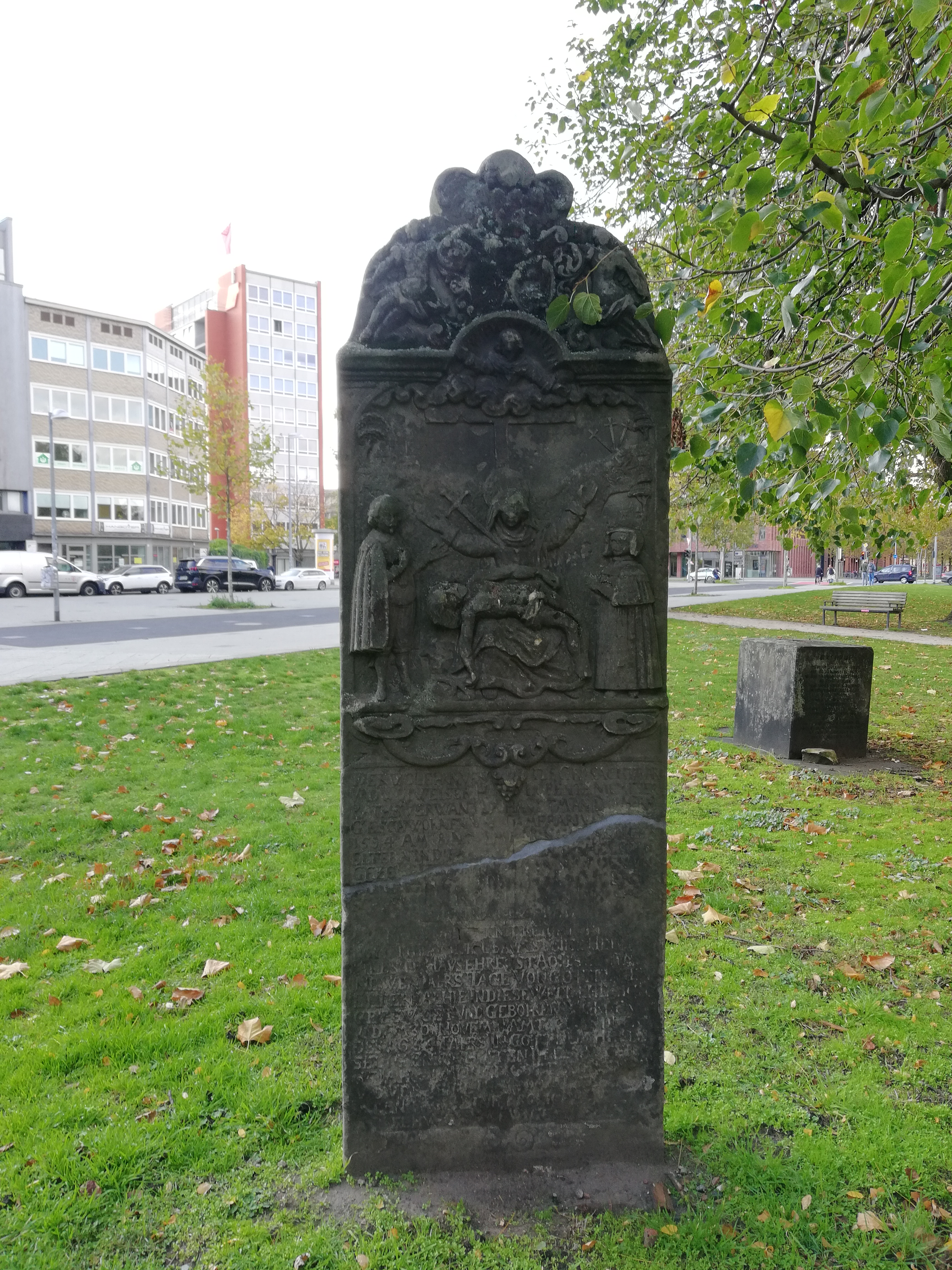
Das 1654 wohl von Peter Köster geschaffene Standmal für Lorenz Niemeyer und Dorothea Mehlbaum an der Goseriede; im Hintergrund das Gewerkschaftshaus

Wappen der Familien Niemeyer und Mehlbaum am Kopfende des Grabsteins

Druck eines Fotos von Carl Schuchhardt von 1909

Das Grabmal der Dorothea Mehlbaum auf dem Alten St.-Nikolai-Friedhof in Hannover ist ein denkmalgeschütztes und im Jahr 1654 mutmaßlich von dem Bildhauer Peter Köster geschaffenes Standmal für den Ratsherrn, Hauptmann der Geschworenen und Kämmerer Lorenz Niemeyer und dessen Ehefrau Dorothea Mehlbaum.

## Familie
Das „Ehrengedächtnüß“ des Pastors Melchior Ludolph Sattler für Dorothea Mehlbaum liest sich zusammengefasst in heutiger Sprache etwa wie folgt: Sie war die Tochter des hannoverschen Bürgers Heizo Mehlbaum und der Margareta Volckmers. Ihren Vater verlor sie im Alter von 12 Jahren; durch den Tod ihrer Mutter im Jahr 1616 wurde sie schließlich zur Vollwaise; ohne Versorger. Bald danach wurde die Jungfrau - „mit Consens und Bewilligung beyderseits Gebrüdere und andern nahen Anverwandten“ - am 21. September 1617 in Hannover mit dem Hauptmann der Geschworenen Lorentz Niemeyer verheiratet. Zwar konnte das Ehepaar keine Kinder bekommen, dennoch führte die Ehefrau ein als tadellos beschriebenes Leben als liebende Hausfrau, die zu ihrem Mann hielt trotz der zeitweilig durch Dritte ausgesprochenen Verdächtigungen gegen ihn. Sie wirkte Fäden mit der Spindel und verarbeitete Wolle und Flachs zu Stoffen. Sie kümmerte sich um Arme und Bedürftige und nahm schließlich eine Waise an Kindes statt. Die in dem christlichen Nachruf von Pastor Sattler als tugendsam und bescheiden Beschriebene hatte sich zu Lebzeiten gewünscht, bei ihren Großeltern und Freunden auf dem St. Nikolai-Friedhof bestattet zu werden.
Am Ende ihres Lebens wurde die zuvor regelmäßige Kirchgängerin um Weihnachten 1653 krank, konnte aber nach Hausbesuchen des bald darauf verstorbenen Stadtphysikus Hurlebusch senior und anschließend des Hofmedikus Dietrich Konerding kurzzeitig wenigstens teilweise genesen. Nach fast einjähriger Krankheit trotz der zuletzt von Stadtphysikus Christian Busmann verschriebenen Mittel und Medikamente starb sie im Beisein von Magister Ludolph Walter, ihrem Beichtvater Justus Henricus Barnstorff und anderer christlicher „Matronen“ während des gemeinsamen Gebetes.
Für des „Laurentii Neumeyers / Hauses Zier“ verfasste der Schreib- und Rechenmeister Johannes Hemeling eine Grabschrift, gefolgt von einer in Latein verfassten Dichtung von Johan Daniel Ludovici.

## Beschreibung
Auf dem Relief der Bildhälfte oben rahmt das Ehepaar Niemeyer-Mehlbaum eine Pietà, auf der die Mater dolorosa vom Schwert durchbohrt wird. Oben thront Gottvater auf einem Kreuz, von einem Figurenpaar überwölbt. Im Hintergrund die drei Golgathakreuze.
Die persönliche Inschrift unterhalb der Bildhälfte der 2,40 m hohen und 0,71 m breiten Kunstwerks lautet auf

„[...] Lorentz Niemeyer, Rathsverwanter, Hauptman der Hern Geschwornen und Camerararius, geb. 1554“

sowie die Frau

„Dorothea Mehlbaums“

geboren 1. Januar 1589, gestorben 30. November 1654.
Bei der Anfertigung dieses privat in Auftrag gegebenen Steines beim Tod seiner Lebensgefährtin lebte Niemeyer noch. Er starb erst 1663. Er erhielt erst nach seinem eigenen Tode einen offiziellen Stein, durch den ihn Rat der Stadt Hannover offenbar ehren wollte.
Das Grabmal war noch Anfang des 20. Jahrhunderts im „Denkmalshofe an S. Nicolai“ aufgestellt.